# Hilary Swank
Hilary Ann Swank (Lincoln, Nebraska, 30. srpnja 1974.) američka je glumica i dvostruka dobitnica Oscara. Filmsku karijeru u Hollywoodu započela je manjom ulogom u filmu Buffy: ubojica vampira (1992.), a onda jednom većem u filmu Karate Kid 4 (1994.), gdje je glumila Julie Pierce, prvu štićenicu g. Miyagija. Postala je poznata po dvjema ulogama koje su joj donijele Oscar za najbolju glavnu glumicu: prvo kao Brandon Teena, transseksualka u filmu Dečki ne plaču, a onda kao bivša konobarica koja je postala boksačica, Maggie Fitzgerald, u Djevojci od milijun dolara.

## Životopis

### Rani život
Swank je rođena u Lincolnu, Nebraska, kao kćer Judy (djevojački Clough), tajnice i plesačice, i Stephena Swanka, koji je bio časnik u zrakoplovstvu Nacionalne garde, a poslije postao putnički trgovac. Ima brata, Dana i dolazi iz skromne obitelji. Swank ima engleske, meksičke, njemačke, škotske, irske, velške i nizozemske korijene. Kao dijete je živjela u kamp-prikolici pokraj jezera Samish u Bellinghamu,  Washington, gdje se preselila sa šest godina.
Kad joj je bilo devet godina, Swank se prvi put pojavila u kazalištu u Knjizi o džungli, a kasnije je bila aktivna u glumačkoj družini u njenoj školi. Srednju školu Sehome upisala je sa šesnaest godina. Nastupala je i na plivačkim natjecanjima na Olimpijadi mladih i prvenstvima države Washington; bila je peta u državi u gimnastici (što će joj dobro doći godinama kasnije u filmu Karate Kid (1994.). Roditelji su joj se rastali kad joj je bilo trinaest, a njena majka, kćerkinu želju za glumom, se preselila u Los Angeles gdje su živjele u autu sve dok majka nije uštedjela dovoljno da može unajmiti apartman. Swank je opisala svoju majku kao inspiraciju za njezinu glumačku karijeru i njezin život tijekom tog perioda i kasnije. U  Kaliforniji, Swank se upisala u srednju školu South Pasadena (iako je kasnije odustala od srednje škole) i počela se profesionalno baviti glumom. Pomagala je plaćati stanarinu novcem koji bi zaradila pojavljujući se u televizijskim serijama kao što su Evening Shade i Growing Pains.

### Karijera
U rujnu 1997., Swank je dobila ulogu samohrane majke Carly Reynolds u seriji Beverly Hills. Prvo joj je obećano da će to biti dvogodišnja uloga, ali je njezin lik izbrisan iz scenarija u siječnju 1998., nakon šesnaest epizoda. Swank se poslije prisjetila kako je bila očajna nakon što su je izbacili iz serije, dodavši, "Ako nisam dovoljno dobra za Beverly Hills, nisam dobra nizašto." Kako se ispostavilo, otkaz je bio najbolja stvar koja joj se dogodila u životu jer se mogla prijaviti na audiciju za ulogu Brandon Teene u Dečki ne plaču. Swank je tijekom pripreme za ulogu smanjila udio masnog tkiva na sedam posto. Mnogi kritičari su njezinu izvedbu nazvali najboljom 1999. godine. Izvedba joj je na kraju donijela Oscara i Zlatni globus za najbolju glumicu. Poslije je opet dobila te dvije nagrade za ulogu boksačice u filmu Djevojka od milijun dolara, 2004., ulogu za koju je naporno trenirala i dobila 15 kilograma mišićne mase.
Oscari koje je dobila svrstali su je u društvo Vivien Leigh, Helen Sayes, Sally Field i Luise Rainer, jedinih glumica koje su dvaput bile nominirane i dvaput osvojile (oba puta je osvojila nagradu u konkurenciji Annette Bening). Ona je i treća najmlađa dobitnica Oscara (nakon Luise Rainer i Jodie Foster). Nakon svog drugog Oscara, rekla je, "Ne znam čime sam ovo zaslužila. Ja samo samo djevojka iz kamp-prikolice koja je imala san." Swank je za film Dečki ne plaču zaradila samo 75 dolara na dan, ukupno tri tisuće.
Početkom 2006., Swank je potpisala trogodišnji ugovor za kuću Guerlain (ženski parfem) kao zaštitno lice. 2007. je nastupila i producirala dramu Pisci slobode, o stvarnoj učiteljici koja je inspirirala razred kalifornijske srednje škole. Mnogi kritičari su njezinu izvedbu ocijenili pozitivno, dok je jedan naglasio da ona "unosi vjerodostojnost" ulozi. Kasnije iste godine, Swank je nastupila u horou  Žetva, objavljenom 5. travnja 2007., u kojem glumi znanstvenicu koja pokušava rješiti religijski fenomen. Swank je nagovorila producente da presele okruženje filma iz  Nove Engleske na Jug, a film je sniman u Baton Rougeu, Louisiana kad je tu državu pogodio Uragan Katrina.

### Privatni život
Swank, za koju se često kaže da ima sličan nastup kao Jacqueline Kennedy, rekla je da je "glumica, a ne slavna osoba". Smatra se duhvnom osobom, iako ne članicom organizirane religije. Rekla je da je "posvećena atletici" te da "voli sport". Zbog nekih pripremanja za uloge, povećala joj se razina žive u tijelu. Izjavila je da bi "učinila štogod je potrebno kako bi ulogu učinila vjerodostojnom" te da su joj "borbeni ožiljci podsjetnik da si živ i čovjek i da krvariš".
28. rujna 1997. se udala za glumca Chada Lowea. Par se upoznao 1992. na setu filma Quiet Days in Hollywood. 2000., nakon što je osvojila Oscara, zaboravila ga je spomenuti u govoru zahvale. Nikada se o tome nije javno očitovala. Nakon što je 2005. osvojila svog drugog Oscara, Lowe je bio prva osoba kojoj je zahvalila. Međutim, par se rastao u siječnju 2006. U kasnijim intervjuima Swank je izrazila nadu da bi se mogli pomiriti, ali su u svibnju iste godine najavili razvod. U prosincu 2006., Swank je objavila da se viđa s Johnom Campisijem, svojim agentom.

## Filmografija
| Godina | Film/TV serija                         | Uloga                          | Bilješke                         |
| ------ | -------------------------------------- | ------------------------------ | -------------------------------- |
| 1990.  | ABC TGIF                               | Danielle                       | TV serija                        |
| 1991.  | Večernja sjena                         | Aimee #1 (1991. – 1992.)       | TV serija                        |
| 1991.  | Harry i Hendersonovi                   | Gostujuća uloga                | TV serija                        |
| 1991.  | Growing Pains                          | Sasha Serotsky (1991. – 1992.) | TV serija                        |
| 1992.  | Camp Wilder                            | Danielle                       | TV serija                        |
| 1992.  | Buffy: Ubojica vampira                 | Kimberly Hannah                |                                  |
| 1994.  | Karate Kid 4                           | Julie Pierce                   |                                  |
| 1994.  | Cries Unheard: The Donna Yaklich Story | Patty                          | TV film                          |
| 1996.  | Ponekad se vrate... Ponovno            | Michelle Porter                |                                  |
| 1996.  | Terror in the Family                   | Deena Martin                   | TV film                          |
| 1996.  | Lažni dolari                           | Colleen                        |                                  |
| 1997.  | Quiet Days in Hollywood                | Lolita                         |                                  |
| 1997.  | The Sleepwalker Killing                | Lauren Schall                  | TV film                          |
| 1997.  | Leaving L.A.                           | Tiffany Roebuck                | TV serija                        |
| 1997.  | Dying to Belong                        | Lisa Connors                   | TV serija                        |
| 1997.  | Beverly Hills                          | Carly Reynolds (1997. – 1998.) | TV serija                        |
| 1998.  | Heartwood                              | Sylvia Orsini                  |                                  |
| 1999.  | Dečki ne plaču                         | Brandon Teena                  | Oscar za najbolju glavnu glumicu |
| 2000.  | Dar                                    | Valerie Barksdale              |                                  |
| 2000.  | Audicija                               |                                | Kratki film                      |
| 2001.  | Izgubljena moć                         | Jeanne St. Rémy de Valois      |                                  |
| 2002.  | The Space Between                      |                                | Kratki film                      |
| 2002.  | Nesanica                               | Detektivka Ellie Burr          |                                  |
| 2003.  | 23:14                                  | Buzzy                          | Izvršna producentica             |
| 2003.  | Jezgra                                 | Bojnica Rebecca Childs         |                                  |
| 2004.  | Djevojka od milijun dolara             | Maggie Fitzgerald              | Oscar za najbolju glavnu glumicu |
| 2004.  | Crvena prašina                         | Sarah Barcant                  |                                  |
| 2004.  | Anđeli od čelika                       | Alice Paul                     | TV film                          |
| 2006.  | Crna Dalija                            | Madeline Linscott              |                                  |
| 2007.  | Pisci slobode                          | Erin Gruwell                   | Izvršna producentica             |
| 2007.  | Žetva                                  | Profesor Katherine Winter      |                                  |
| 2007.  | P.S.: Volim te                         | Holly Kennedy                  |                                  |
| 2008.  | Birds of America                       | Laura                          |                                  |
| 2009.  | Amelia                                 | Amelia Earhart                 |                                  |
| 2009.  | Betty Anne Waters                      | Betty Anne Waters              |                                  |

## Nagrade
- Oscari

- Pobjednica: 2005. - Najbolja glavna glumica - Djevojka od milijun dolara
- Pobjednica: 1999. - Najbolja glavna glumica - Dečki ne plaču

- Nagrade Udruženja filmskih glumaca

- Pobjednica: 2005. - Najbolja glavna glumica - Djevojka od milijun dolara
- Nominirana: 2005. - Najbolja izvedba glumačke ekipe na filmu - Djevojka od milijun dolara
- Nominirana: 2005. - Najbolja glumica u televizijskom filmu ili miniseriji - Anđeli od čelika
- Nominirana: 2000. - Najbolja glavna glumica - Dečki ne plaču

- Zlatni globusi

- Pobjednica: 2005. - Najbolja glavna glumica u drami - Djevojka od milijun dolara
- Nominirana: 2005. - Najbolja glumica u miniseriji ili TV filmu - Anđeli od čelika
- Pobjednica: 2000. - Najbolja glavna glumica u drami - Dečki ne plaču

- BAFTA nagrade

- Nominirana: 2001. - Najbolja glavna glumica - Dečki ne plaču

## Vanjske poveznice
- Hilary Swank u internetskoj bazi filmova IMDb-u (engl.)
- Hilary Swank: Oscar Gold  Arhivirana inačica izvorne stranice od 20. siječnja 2013. (Wayback Machine), a March 2005 article accompanying a 60 Minutes story
- AHA! Moment: Hilary Swank  Arhivirana inačica izvorne stranice od 8. srpnja 2008. (Wayback Machine), a September 2001 story in O, The Oprah Magazine about her dreams
- Hilary Swank Interview  Arhivirana inačica izvorne stranice od 27. rujna 2007. (Wayback Machine)